# توموهيد ناكازوا
توموهيدً ناكازَوا (باليابانية: 中澤 友秀) (13 سبتمبر 1980 في كاناغاوا في اليابان – )؛ هو لاعب كرة قدم ياباني سابق كان يلعب كمدافع.

## وصلات خارجية
- توموهيد ناكازوا على موقع رابطة كرة القدم اليابانية للمحترفين (اليابانية)